# 渡邊すゑ
渡邊 すゑ（わたなべ すゑ、1841年5月27日（天保12年4月7日） - 1952年または1953年）は、日本の長寿であった岐阜県の女性。通称は「けい」。岐阜弁を用いる。

## 来歴
岐阜県（美濃国）生まれ。幼少期に近所には寺子屋がなく、読み書きは「いろはのお手本」を見て覚えた。
羽栗郡福寿村に住んでいたが、20歳の時に善六と結婚するため下中島村へと嫁いだ。当時は一町三文〔ママ〕の畑で働いていた。70代になってもよく働き、名古屋の娘の家まで乳母車に野菜を積んで往復したという。
1914年、善六と死別した（享年81）。
1950年1月時点で109歳として、アサヒグラフ誌の「全国長寿者トップセブン」記事の筆頭で扱われた。
1951年1月時点で110歳（数え年で111歳）として、婦人倶楽部誌に「長寿日本一」「日本一高齢」と特集された。10人の子のうち8人を亡くし、ひ孫までで80人ほどの子孫がいた。糸くり機を操り、日を過ごしている。
1952年9月時点で110歳として、県内最高齢と報じられた。
1953年9月10日の朝日新聞岐阜紙によるとすでに死去しており、享年110であったとされる。

## 人物
- 婦人倶楽部の取材では冗談を交えて答えるなど、「明るいユーモリスト」と評されている[2]。

### 習慣
- 1951年時点で、睡眠は9時間取る[2]。
- 食生活では肉が苦手で、野菜が好みである。本人によると、大食いや好き嫌いを避けることと、よく働くことがが長寿の秘訣であると述べている[1][2]。
- 1951年時点で、飲酒については葡萄酒を一杯など少量を嗜む[2]。
- 「健康は苦なきこと」を信条とし、怒らないこと・人を怒らせないことを心掛けている[2]。

### 嗜好
- 好きなことは、お風呂に入ることである[2]。毎晩入っていたが、神経痛を患ってからはタライにお湯を張って孫に洗浄を介護してもらっている[2]。
- 趣味は短歌を詠むことである[2]。
- 若いころは、畑仕事を楽しみとした[2]。
- 70-80歳の頃は道頓堀五座に行き、忠臣蔵、先代萩が好みであった。また、文楽も嗜んだ。一方で、宝塚には興味を持たなかった[2]。
- 80代の頃は、毎年大阪の娘を訪ねて高野山・比叡山を登るのを楽しみにしていた[2]。

### 経験
- 70歳の頃に大阪で初めて写真を撮った。同じく70歳のころに初めて汽車に乗った[2]。
- 80歳の頃に堺で初めて活動写真を見た[2]。
- 1951年時点で、大病はおろか病気を患ったことがないという[2]。
- 1951年時点で、濃尾地震や明治29年大洪水で被災したことや、西南の役、日清戦争、日露戦争、第二次世界大戦の記憶がある[2]。
- 最も嬉しかったことは、息子がシベリア出兵から無事帰還したことである[1][2]。

### 身体能力
- 1935年ごろから足が不自由になった[1]。
- 1949年には最後の1本となっていた歯が抜けた[1][2]。
- 1950年・1951年時点で視力低下があり、人の顔がボヤけてきている[1][2]。
- 1950年・1951年時点で耳に衰えは見られない[1][2]。
- 1951年の記事によると5年ほど前から神経痛を患い、昨年から動けなくなった。しかし、本人によると体が動かないだけで心に変調はない[2]。